# NGC 4020
NGC 4020 (другие обозначения — UGC 6971, MCG 5-28-66, ZWG 157.72, IRAS11563+3041, PGC 37723) — спиральная галактика в созвездии Большой Медведицы. Открыта Уильямом Гершелем в 1788 году.
Декомпозиция инфракрасного изображения галактики показывает, что если бы в её центре был балдж, его индекс Серсика бы составлял 0,3, так что естественнее сделать вывод, что ни балджа, ни псевдобалджа в ней нет. В центре активно формируются звёзды, а показатель цвета между фотометрическими полосами 3,6 мкм и 8,0 мкм составляет 0,5 звёздных величин.
Этот объект входит в число перечисленных в оригинальной редакции «Нового общего каталога».